# Nille
|  | Denne artikel er oprettet af botten Steenthbot ud fra en ekstern database. Den kan derfor have sproglige fejl eller mangler. Denne skabelon kan fjernes efter kontrol af indholdet. |

Nille er en dansk børnefilm fra 1968 instrueret af Astrid Henning-Jensen og efter manuskript af Astrid Henning-Jensen og Bjarne Henning-Jensen.

## Handling
Nille er en pige på 8 år, som af sin mor bliver ladt alene i lejligheden i København en lørdag eftermiddag, mens Moderen og hendes elsker stikker af til Nordsjælland. En børnelokker (eller er han det?) snakker med Nille, som straks går i gang med at involvere den halve by i sine problemer, så politiet til sidst må rykke ud. Hendes vandring rundt i byen bliver til et eventyr, der er en blanding af fantasi og virkelighed.

## Medvirkende
- Synne Rifbjerg, Nille
- Gitte Krøncke, Nilles mor
- Mogens Vemmer
- Leif Trier Mønsted
- Jørgen Kiil